# 2007-es japán felsőházi választások
A 2007-es japán felsőházi választásokat július 29-én tartották. Ez volt az egyetlen alkalom, amikor Abe Sindzó miniszterelnöknek népi voksoláson kellett helytállnia. Eredetileg július 22-én tartották volna, de a kormányzó Liberális Demokrata Párt (LDP) június közepén úgy döntött, hogy meghosszabbítja a Tanácsosok Háza felsőházának ülésszakát, lehetőséget adva további törvényjavaslatok megszavazására.
A Tanácsosok Háza, a japán felsőház, 242 tagot számlás, akik hatéves ciklusokban szolgálnak. Választásokra háromévente kerül sor: ekkor a mandátumok körülbelül feléről döntenek a választópolgárok. Az előző választásokat 2004-ben tartották, amikor még Abe előde, Koidzumi Dzsunicsiró volt kormányon.
A felsőház 166. ülésszaka 2007. július 5-én ért véget, a hivatalos kampány július 12-én kezdődött.

A választások eredménye.